# 신하이 터널
신하이 터널(중국어: 辛亥隧道)은 중화민국의 타이베이시 원산 구에 위치한 터널이다. 길이는 1,450미터이다.

## 괴담
이 터널은 사진상으로 보기에는 평범하나 터널이 개통된 위치와 배경을 알게되면 스산한 기분이 들것이다. 본디 이 터널은 공동묘지가 위치한 산이였는데, 1972년에 일부 묘자리를 파내고 개통한 것이다. 그래서 터널 위에는 공동묘지가 있고 터널 옆에는 장례식장이 위치해 있다. 그 때문인지 이런저런 괴담이 많고 대만 현지인들은 늦은 밤이나 비가오는 날이면 이곳을 지나가길 꺼린다고 한다. 가장 유명한 괴담은 650M에서 원인모를 사고가 나는 것인데 사고 당사자들이 하나같이 혼령을 봤다거나 이상한 소리를 들었다는 얘기다.